# La Cavalerie
 La Cavalerie  (en occitano La Cavalariá) es una población y comuna francesa, situada en la región de Occitania, departamento de Aveyron, en el distrito de Millau y cantón de Nant.

## Demografía
| 4029 | 734 | 748 | 900 | 701 | 813 |
| Para los censos de 1962 a 1999 la población legal corresponde a la población sin duplicidades (Fuente: INSEE [Consultar]) |     |     |     |     |     |